# Chiesa di San Marco Evangelista (Agnone)
La chiesa di San Marco evangelista è un edificio religioso di Agnone, in provincia di Isernia, ed è la chiesa madre della città, nonché una delle più antiche. Si trova sul punto più orientale della città antica, sullo sperone roccioso di Largo Carlo Alberto di Savoia

## Storia e descrizione
La chiesa sorge su un colle a strapiombo sulla vallata, e fu edificata in contemporanea con il rione di San Marco, nella zona a nord di Agnone. Fu iniziata dai Veneziani nell'XI secolo, consacrata al santo patrono della Serenissima, e ampliata nel secolo successivo, citato nel 1114. Nel XV secolo divenne arcipretura regia, composta da sacerdoti anziani e meritevoli. La chiesa è stata oggetto nei secoli successivi di vari lavori di trasformazione, come ad esempio l'interno, completamente rimodellato in forme barocche, e con restauri della facciata dopo il terremoto del 1805, che danneggiò gran parte del Molise. Fino al 1884 la chiesa era l'unica provvista di fonte battesimale per i neonati, e successivamente le altre chiese furono provviste di acquasantiere, visto lo sviluppo crescente della popolazione.
La chiesa ha pianta quadrilatera irregolare, con la facciata soffocata dal poderoso campanile turrito, che termina con cuspide a cipolla tipica della scuola napoletana. Di originale si conserva il portale romanico in pietra bianca, con arco a tutto sesto e lunetta in origine affrescata. In rilievo c'è il Leone di San Marco, a testimonianza della fondazione veneziana.
L'interno ha navata unica, priva di transetto, con profonde cappelle laterali per gli altari, un soffitto a cassettoni, in stile barocco veneziano, con decorazione policroma, una fuga di semicolonne semi incassate, concluse con capitelli corinzi. L'altare maggiore è sistemato al di là di tre archi in stile gotico-veneziano. La chiesa è stata oggetto di restauro da parte di Silverio Giovannucci della Soprintendenza, che ha messi in evidenza la stratificazione delle formelle medievale murate nel fronte, gli archi ogivali della zona absidale, la tessitura muraria in pietrame locale disposto a filari irregolari, e il ricco corredo decorativo del XVII secolo.
L'interno presenta l'altare maggiore dominato da una tela raffigurante San Marco che scrive il Vangelo (XVII sec), mentre gli altari laterali sono dedicati alla Madonna delle Grazie (raffigurata tra santi che compongono una corona) e a Sant'Anna (con quadro ottocentesco ex voto in ricordo del terremoto del 1805, avvenuto il 26 luglio, la notte della santa). Sempre sul lato destro, accanto alla porta minore, si può osservare un altare con la reliquia di santa Teodora, compatrona di Agnone insieme a San Cristanziano; di recente costruzione è l'altare del Sacro Cuore, con le statue lignee di San Marco e San Raffaele. L'altare della Madonna del Rosario è invece barocco, ornato da fiori, foglie e putti osannanti. Accanto c'è l'altare del patrono di Agnone, vescovo della città insieme a Sant'Emidio durante l'impero di Diocleziano.
Le statue lignee di maggiore interesse storico sono del XIV secolo, dedicate a San Nicola (opera di Silverio Giovannitti) e alla Madonna col Bambino.